# 梅翁軒永春
梅翁軒 永春（ばいおうけん えいしゅん、生没年不詳）とは、江戸時代の浮世絵師。

## 来歴
師系不明。江戸の人で懐月堂派とされているが、作風はより描線が弱く、独立の絵師であると考えられる。姓は長谷川、名は春信。号は梅翁軒、梅峯軒、永春。また後に光信、光春とも号す。作画期は元禄から享保の頃にかけてで、肉筆浮世絵を得意とし美人画を描いた。懐月堂派風の美人画を描く絵師の中では最も作品数が多く、画題の幅も広い。落款の上に「日本画」と冠している。
宝永元年（1704年）から翌年の春にかけて成立した「月次遊戯図巻（江戸十二月年中行事絵巻）」（シカゴ美術館所蔵）を残していることから、元禄後期には既に画業を始めていたと考えられ、懐月堂派の亜流というより同時期かやや先行する時期から活躍し、寧ろ懐月堂派の登場に影響を与えた可能性も考えられる。また三幅対の「三俳優図」（『浮世絵大成』第2巻　第243図） には、立役、若女形、若衆方が描かれており、絵を手がかりに考証すれば、立役は中村七三郎、若女形は津川半太夫、若衆方は中村大蔵となり、この考証が正しいものであればこの作品は元禄13-14年（1700-1701年）に作画されたものと推定でき、永春の作画期はさらに遡ることになる。優美ながら落ち着いた画風で、立美人図は九頭身ほどもある伸びやかなものが多く見られる。作例はおよそ20を超え、享保期頃まで作画していたと思われる。

## 「竹田春信」同人説
「遊女と猫図」（光記念館所蔵）と「蚊帳脇美人図」（熊本県立美術館所蔵）の落款に「梅翁軒春信」とあり、同じ印文不明の印章を使用し、落款の書体及び画風も似ていることから竹田春信という浮世絵師と同一であるとされる。同一人物の場合、竹田春信は梅翁軒永春の後の名前だと推定できる。但し、竹田春信という落款による作品の女性は概ね七頭身くらいで、永春の美人と比べると、顔もやや丸みを帯びてより気品を増している。また春信画には狩野派風の表現が見られるが、その描き方は狩野派を学んだ絵師の初期に見られるとして、永春の後年の名を春信とすること、ひいては同一人物説に疑問を呈する意見もある。竹田春信あるいは春信の落款の作例は、多いといえないがそれでも8例が知られる。
なお、春信と同じ印章を用い「翠園堂春信筆」と署名した「文遣い図」（日本浮世絵博物館所蔵）があり、これも春信筆だとすると翠園堂という号も名乗ったことになる。

## 作品

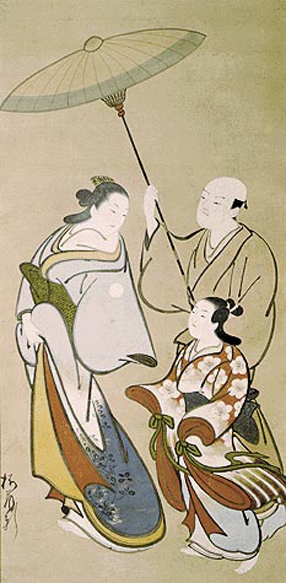
「遊女道中図」　キンベル美術館所蔵。

### 梅翁軒永春の作品
| 作品名                                 | 技法     | 形状・員数 | 寸法（縦x横cm） | 所有者                              | 年代                    | 落款・印章               | 備考                                       |
| -------------------------------------- | -------- | ---------- | --------------- | ----------------------------------- | ----------------------- | ------------------------ | ------------------------------------------ |
| 立姿美人図                             | 紙本着色 |            |                 | 出光美術館                          |                         | 款記「日本畫梅翁軒永春」 |                                            |
| 立姿美人図                             | 紙本着色 |            |                 | 出光美術館                          |                         | 款記「日本畫梅翁軒永春」 |                                            |
| 美人立姿図                             | 紙本着色 |            |                 | 浮世絵太田記念美術館                |                         | 款記「日本絵梅翁軒永春」 |                                            |
| 見返る美人図                           | 紙本着色 |            |                 | 浮世絵太田記念美術館                |                         | 款記「梅翁軒永春」       |                                            |
| 美人立姿図                             | 紙本着色 |            |                 | 川崎・砂子の里資料館                |                         | 款記                     | 「日本畫梅翁軒永春」                       |
| 遊女と禿図                             | 紙本着色 | 1幅        | 93.5x52         | ミネアポリス美術館                  | 1725年頃                | 款記「日本畫梅翁軒永春」 |                                            |
| Seated Prostitute, Smoking             | 紙本着色 | 1幅        | 104x50          | ミネアポリス美術館                  | 1725年頃                | 款記「梅翁軒永春筆」     |                                            |
| 立美人図                               | 紙本着色 | 1幅        | 96x41           | ミネアポリス美術館                  | 1725年頃                |                          |                                            |
| 立美人                                 | 紙本着色 |            |                 |                                     |                         | 款記「梅翁軒永春筆」     | 那須ロイヤル美術館（小針コレクション）旧蔵 |
| 蚊帳美人                               | 紙本着色 |            |                 |                                     |                         | 款記「梅翁軒永春拝畫」   | 那須ロイヤル美術館（小針コレクション）旧蔵 |
| 月次遊戯図巻（江戸十二月年中行事絵巻） | 紙本着色 | 2巻        |                 | シカゴ美術館                        | 宝永元年暮から宝永2年春 |                          |                                            |
| 善光寺縁起絵                           | 絹本着色 | 3幅対      |                 | 善光寺大勧進                        |                         |                          |                                            |
| 遊女道中図                             | 紙本着色 |            |                 | キンベル美術館（アメリカ･テキサス） |                         | 款記                     | 「梅翁軒」                                 |

### 梅翁軒春信の作品
| 作品名       | 技法     | 形状・員数 | 寸法（縦x横cm） | 所有者         | 年代 | 落款・印章                                  | 備考                                       |
| ------------ | -------- | ---------- | --------------- | -------------- | ---- | ------------------------------------------- | ------------------------------------------ |
| 遊女と猫     | 紙本着色 |            |                 | 光記念館       |      | 款記「日本畫梅翁軒春信圖」/「春信」朱文方印 | 那須ロイヤル美術館（小針コレクション）旧蔵 |
| 蚊帳脇美人図 | 紙本着色 | 1幅        | 102.3x50.3      | 熊本県立美術館 |      | 款記「日本畫梅翁軒春信」                    |                                            |

### 竹田春信の作品
| 作品名               | 技法     | 形状・員数 | 寸法（縦x横cm） | 所有者                                                     | 年代 | 落款・印章             | 備考               |
| -------------------- | -------- | ---------- | --------------- | ---------------------------------------------------------- | ---- | ---------------------- | ------------------ |
| 見立江口の君図       | 絹本着色 |            |                 | 出光美術館                                                 |      | 款記                   | 「日本畫竹田春信」 |
| 久米仙人図           | 紙本着色 |            |                 | ニューオータニ美術館                                       |      | 款記「日本畫竹田春信」 |                    |
| 見立石橋・見立江口図 | 絹本着色 | 双幅       | 182x55.1（各）  | ボストン美術館                                             |      | 款記「日本畫竹田春信」 |                    |
| 達磨遊女異装図       | 絹本淡彩 |            |                 | 心遠館（プライスコレクション）（アメリカ・カリフォルニア） |      | 款記「春信」           |                    |